# James Craig Watson
James Craig Watson (Fingal, 28 gennaio 1838 – 22 novembre 1880) è stato un astronomo canadese-statunitense.

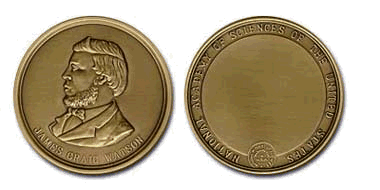
L'effigie di James Craig Watson sulla medaglia Watson

Nato a Fingal, nello Stato canadese dell'Ontario, si trasferì all'età di dodici anni ad Ann Arbor, nel Michigan.
All'età di quindici anni si immatricolò presso l'Università del Michigan, dove studiò lingue classiche e si specializzò in astronomia sotto la supervisione del professor Franz Brünnow.
Fu il secondo direttore dell'Osservatorio di Detroit (dal 1863 al 1879); succedette allo stesso Brünnow. Nel 1868 redasse un libro di testo, Theoretical Astronomy.
Morì di peritonite all'età di appena quarantadue anni. Con i proventi delle sue notevoli attività commerciali, come da testamento, venne istituita la medaglia James Craig Watson, attribuita ogni tre anni dalla National Academy of Science per i maggiori contributi nel campo dell'astronomia.

## Attività astronomica
Watson individuò nel corso della sua carriera 22 asteroidi, a partire dal 1863, con la scoperta di 79 Eurynome. Degna di nota è la scoperta di 139 Juewa, avvenuta a Pechino, dove l'astronomo si era recato per osservare il transito di Venere del 1874; il nome Juewa (瑞華; in pinyin, ruìhuá) fu scelto dalle autorità cinesi.
L'asteroide 729 Watsonia è stato così battezzato in suo onore.
Watson credeva fermamente nell'esistenza di Vulcano, un pianeta ipotetico che orbitasse attorno al Sole all'interno dell'orbita di Mercurio; ritenne addirittura di aver osservato due corpi di questo tipo durante l'eclisse di Sole del luglio 1878 dal Wyoming.

### Prospetto degli asteroidi
| Asteroide         | Data della scoperta |
| ----------------- | ------------------- |
| 79 Eurynome       | 14 settembre 1863   |
| 93 Minerva        | 24 agosto 1867      |
| 94 Aurora         | 6 settembre 1867    |
| 100 Hekate        | 11 luglio 1868      |
| 101 Helena        | 15 agosto 1868      |
| 103 Hera          | 7 settembre 1868    |
| 104 Klymene       | 13 settembre 1868   |
| 105 Artemis       | 16 settembre 1868   |
| 106 Dione         | 10 ottobre 1868     |
| 115 Thyra         | 6 agosto 1871       |
| 119 Althaea       | 3 aprile 1872       |
| 121 Hermione      | 12 maggio 1872      |
| 128 Nemesis       | 25 novembre 1872    |
| 132 Aethra        | 13 giugno 1873      |
| 133 Cyrene        | 16 agosto 1873      |
| 139 Juewa         | 10 ottobre 1874     |
| 150 Nuwa          | 18 ottobre 1875     |
| 161 Athor         | 19 aprile 1876      |
| 168 Sibylla       | 28 settembre 1876   |
| 174 Phaedra       | 2 settembre 1877    |
| 175 Andromache    | 1º ottobre 1877     |
| 179 Klytaemnestra | 11 novembre 1877    |